# Eriko Satō (Schauspielerin)
Eriko Satō (japanisch 佐藤 江梨子 Satō Eriko; * 19. Dezember 1981 in Sapporo) ist eine japanische Schauspielerin und Model.

## Biografie
Satō wuchs in Tokio auf. Ihr Debüt gab sie 2002 in dem Film Samurai Girl 21. Anschließend bekam sie 2004 in Cutie Honey die Hauptrolle. 2006 trat Satō in  Sinking of Japan auf. Sie spielte 2007 in Carved mit und war 2013 in R100 zu sehen.
Zusammen mit Mirai Moriyama spielte sie in The Town's Children. 2018 wurde Satō für den Film Laplace’s Witch gecastet. Danach setzte sie 2020 ihre Karriere in Midnight Swan fort. Zudem setzte sie 2022 ihre Karriere in Kisaragi Station fort.

## Filmografie (Auswahl)
- 2002: Samurai Girl 21
- 2004: Cutie Honey
- 2006: Sinking of Japan
- 2007: Carved
- 2009: The Legend of Goemon
- 2010: The Town's Children
- 2013: R100
- 2018: Laplace's Witch
- 2019: Diner
- 2020: Midnight Swan
- 2022: Kisaragi Station